# Burny Mattinson
Burny Mattinson est un animateur, scénariste, réalisateur et producteur américain né le 13 mai 1935 à San Francisco (Californie) et mort le 27 février 2023 à Canoga Park (Californie).

## Biographie
Burnett dit « Burny » Mattinson naît à San Francisco le 13 mai 1935. Son père Bernie Mattinson, était batteur de jazz pour Horace Heidt, puis Elvis Presley.
Il se passionne pour l'animation après avoir vu Pinocchio au cinéma et dessine des personnages Disney tout au long de sa scolarité. En 1945, sa famille déménage à Los Angeles. Après avoir obtenu son diplôme d'études secondaires, Burny Mattinson commence sa carrière aux studios Disney le 4 juin 1953 à l'âge de 18 ans au service du courrier, espérant avoir la chance de rencontrer des animateurs et intégrer leur équipe.
Intervalliste sur le film La Belle et le Clochard (1955), il devient assistant animateur de Marc Davis sur La Belle au bois dormant (1959) et Les 101 Dalmatiens (1961), puis d'Eric Larson sur Merlin l'enchanteur (1963), Mary Poppins (1964), Le Livre de la Jungle (1967) et Les Aristochats (1970) avant de devenir animateur des personnages sur Robin des Bois (1973) et Winnie l'ourson et le Tigre fou (1974).
À partir de la fin des années 1970, il passe à l'écriture de scénarios de plusieurs longs métrages du studio comme Les Aventures de Bernard et Bianca (1977), Rox et Rouky (1981), La Belle et la Bête (1991), Aladdin (1992) et Le Roi Lion (1994). Il produit et réalise également Le Noël de Mickey (1983) et Basil, détective privé (1986).
En 2011, il supervise le scénario du film Winnie l'ourson.
Il meurt le 27 février 2023 à Canoga Park (Californie) à 87 ans. Nommé Disney Legend en 2008, il détient le record de la carrière la plus longue aux studios Disney (près de 70 ans).

### Vie privée
Burny Mattinson a été marié à Sylvia Fry, intervalliste aux studios Disney, du 23 mars 1962 à la mort de celle-ci le 16 juillet 1986. Le couple a eu trois enfants.

## Filmographie

### En tant qu'animateur
- 1967 : Le Livre de la jungle
- 1973 : Robin des Bois
- 1974 : Winnie l'ourson et le Tigre fou
- 1977 : Les Aventures de Winnie l'ourson
- 1990 : Le Prince et le Pauvre storyboard

### En tant que scénariste
- 1977 : Les Aventures de Bernard et Bianca (The Rescuers)
- 1981 : Rox et Rouky (The Fox and the Hound)
- 1983 : Le Noël de Mickey (Mickey's Christmas Carol)
- 1986 : Basil, détective privé (The Great Mouse Detective)
- 1991 : La Belle et la Bête
- 1992 : Aladdin
- 1994 : Le Roi lion
- 1995 : Pocahontas
- 1996 : Le Bossu de Notre-Dame
- 1998 : Mulan
- 1999 : Tarzan
- 2011 : Winnie l'ourson

### En tant que réalisateur
- 1983 : Le Noël de Mickey (Mickey's Christmas Carol) - également producteur
- 1986 : Basil, détective privé (The Great Mouse Detective) - également producteur

### En tant qu'acteur
- 2023 : Il était une fois un studio : Lui-même (sortie posthume et le métrage lui est dédié)